# Градище (община Куманово)
Вижте пояснителната страница за други значения на Градище.
Градище (на македонска литературна норма: Градиште; на албански: Gradishti) е село в Северна Македония, в община Куманово.

## География
Селото е разположено в областта Овче поле в северното подножие на Градищанската планина.

## История
В края на XIX век Градище е българско село в Кумановска каза на Османската империя. Манастирската църква „Свети Георги“ е от 1864 година. Според статистиката на Васил Кънчов („Македония. Етнография и статистика“) от 1900 година Градище е село, населявано от 454 жители българи християни.
Цялото население на селото е под върховенството на Българската екзархия. В 1900 година българският търговски агент в Скопие Тодор Пеев пише:
| „ | На югоизток от Куманово, 4 часа далеч от него, по направление към Щип, се намира селото Градище, състояще се от 64 български къщи. Допреди 5-6- години това село изцяло попаднало под ведомството на Патриаршията и като такова по-сетне влезна под влиянието на сръбската пропаганда. Обаче след дълга и упорита борба, сега вече това село се брои чисто българско, без да има нито една сърбоманска къща. | “ |

Градищкият манастир „Свети Георги“ обаче остава под ведомството на Патриаршията до 1896 година, когато е затворен. В 1900 година селяните насилствено отслужват служба, след което са арестувани 12 души. В 1905 година манастирът е предаден на българите. Според патриаршеския митрополит Фирмилиан в 1902 година в селото има 11 сръбски патриаршистки къщи. По данни на секретаря на екзархията Димитър Мишев („La Macédoine et sa Population Chrétienne“) в 1905 година в Градище има 600 българи екзархисти и в селото функционира българско училище.
В учебната 1907/1908 година според Йован Хадживасилевич в селото има екзархийско училище.
През октомври 1910 година селото пострадва по време на обезоръжителната акция на младотурците. Турският шпионин Стойче от Живине с потеря иска 5 лири откуп от селото. Много от жителите на селото са изтезавани.
При избухването на Балканската война 19 души от Градище са доброволци в Македоно-одринското опълчение.
След Междусъюзническата война селото остава в Сърбия.
В Първата световна война 7 души от селото загиват като войнци в Българската армия.
По време на българското управление във Вардарска Македония в годините на Втората световна война, Тодор Г. Антов от Куманово е български кмет на Буково от 11 октомври 1941 година до 24 февруари 1943 година. След това кметове са Петър А. Градишки (2 април 1943 - 27 декември 1943) и Стоян А. Иванов от Леуново (27 декември 1943 - 31 юли 1944).
Според преброяването от 2002 година селото има 192 жители.
| Националност     | Всичко |
| северномакедонци | 189    |
| албанци          | 0      |
| турци            | 0      |
| роми             | 0      |
| власи            | 0      |
| сърби            | 3      |
| бошняци          | 0      |
| други            | 0      |

## Личности
Родени в Градище
- Александър Боримечков (1883 - 1925), деец на БКП
- Васил Арсов Ивков (1867 - след 1943), македоно-одрински опълченец, служил в щаба на 2-ра скопска дружина,[14][15] в 1942 година е избран в кумановската контролна комисия на Илинденската организация;[16] на 20 март 1943 година, като жител на Градище, подава молба за българска народна пенсия, която е одобрена и пенсията е отпусната от Министерския съвет на Царство България[14]
- Доне Градишки, български революционер, деец на ВМОРО, жив към 1918 г.[17]
- Ефтим Андонов (1885 - 1926), учител, скулптор, висше образование, македоно-одрински опълченец, щаб на 2 скопска дружина, носител на кръст „За храброст“ ІV степен[18][19]